# Centro de Pesquisas Paleontológicas da Chapada do Araripe

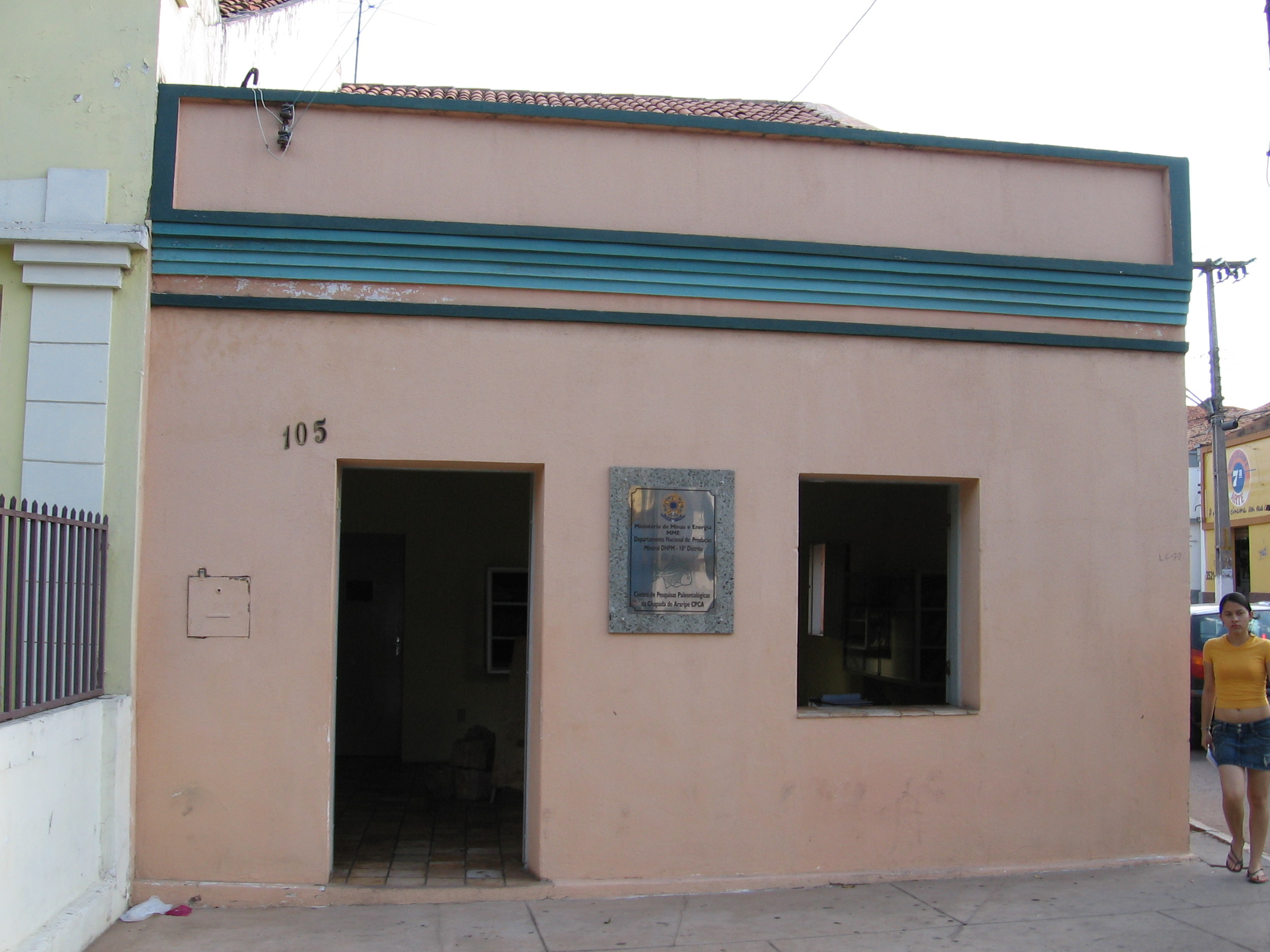
Sede do Centro de Pesquisas Paleontológicas da Chapada do Araripe.

O Centro de Pesquisas Paleontológicas da Chapada do Araripe (CPCA), também conhecido como Museu de Fósseis ou Museu do Crato, é uma instituição pública federal localizada na cidade de Crato, no interior do estado do Ceará, Brasil. Fundado em 1988, com o objetivo de limitar a dispersão do patrimônio paleontológico local e combater o contrabando de fósseis, o CPCA é um escritório regional do Departamento Nacional de Produção Mineral (DNPM).
O CPCA tem por atribuição a proteção, demarcação, preservação e fiscalização dos depósitos fossilíferos da bacia sedimentar da Chapada do Araripe. Também desenvolve pesquisas na área de paleontologia e conserva um acervo paleontológico composto por aproximadamente 4.000 peças, provenientes da Formação Santana. É dotado de biblioteca especializada.

## História
Desde o século XIX, a Chapada do Araripe, na divisa dos estados de Ceará, Piauí e Pernambuco, é reconhecida como um acidente geográfico de grande importância científica por estar localizada em uma bacia sedimentar rica em depósitos fossilíferos bem preservados (sobretudo na acumulação sedimentar denominada Formação Santana), datados do Cretáceo Inferior (Aptiano-Albiano). As primeiras pesquisas realizadas na região datam de 1840, quando o botânico escocês George Gardner coletou fósseis de peixes, posteriormente entregues para análise ao ictiologista suíço Louis Agassiz. Em 1844, com base em suas pesquisas, Agassiz identificou a Chapada do Araripe como uma formação geológica do período Cretáceo, elevando-a à condição de primeira área do território brasileiro a ter sua datação determinada com base em registros paleontológicos. A Chapada do Araripe passou então a atrair o interesse de diversos pesquisadores estrangeiros, tais como Edward Drinker Cope, Arthur Smith Woodward, David Starr Jordan e John Casper Branner, que a visitaram em diferentes ocasiões ao longo do século XIX.
Após a criação do Serviço Geológico e Mineralógico do Brasil, em 1907, houve incremento significativo de pesquisas na região do Araripe, dando início a uma prolífica fase de coletas de material paleontológico. Paralelamente, a Inspetoria de Obras Contra as Secas passou a organizar expedições de interesse hidrogeológico na área, facilitadas pelos reconhecimentos geológicos prévios de Roderic Crandall e pela definição da estrutura geológica básica da chapada pelo géologo Horace Small. Em 1934, foi fundado o Departamento Nacional de Produção Mineral (DNPM), substituindo a antiga Diretoria-Geral de Pesquisas Científicas do Serviço Geológico e Mineralógico. Durante toda a primeira metade do século XX, cientistas estrangeiros continuaram a se dirigir à região, visando estudar, sobretudo, os peixes fósseis encontrados na Formação Santana e, a partir da década de 1940, Rubens da Silva Santos, destacado especialista brasileiro no estudo de depósitos fossilíferos, passou a realizar pesquisas sistemáticas, identificando e descrevendo diversas espécies de peixes do Membro Romualdo e do Membro Crato. Em 1959, Llewellyn Ivor Price assinalou a presença do primeiro crocodiliano local.

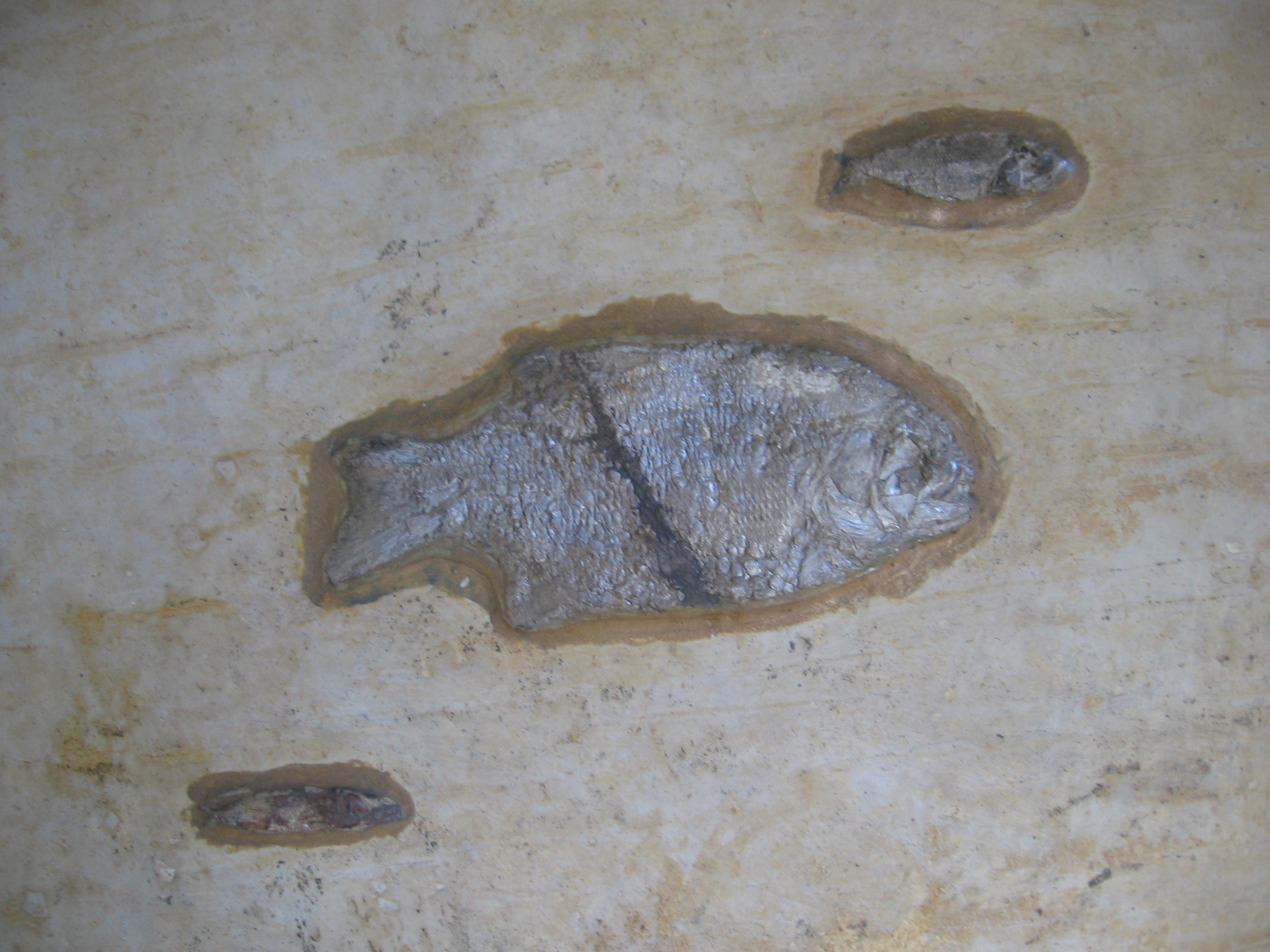
Fósseis de peixes. Acervo do Centro de Pesquisas Paleontológicas da Chapada do Araripe.

Nos anos sessenta, novas pesquisas de hidrogeologia foram desenvolvidos na região pela Superintendência do Desenvolvimento do Nordeste (SUDENE), conduzidos por pesquisadores do Departamento de Geologia da Universidade Federal de Pernambuco, sob orientação de Karl Beurlen e em cooperação com o Departamento Nacional de Produção Mineral. Os estudos permitiram aprofundar o conhecimento da estratigrafia da bacia do Araripe, além da identificação de espécies de moluscos e equinoides. Nos anos setenta, o conhecimento acumulado por décadas de pesquisas permitiu um desenvolvimento sem precedentes de trabalhos científicos, que começam a refletir a grande diversidade biológica da Formação Santana, abrangendo vários grupos fósseis, como vegetais, copépodes, carófitas, ostracodes, insetos, pólens, peixes, tartarugas e pterossauros, além de trabalhos sobre resina e paleoecologia.
As pesquisas na Formação Santana beneficiaram enormemente o patrimônio científico brasileiro, mas, paradoxalmente, este patrimônio não auxiliou o desenvolvimento científico local, uma vez que a maior parte das peças coletadas no Araripe era destinada a instituições científicas, museus e universidades localizados em outros estados, quando não em outros países. Por outro lado, a ausência de lei específica sobre tráfico de patrimônio científico e a fiscalização deficiente facilitavam a extração e o comércio ilegais de fósseis, que se intensificaram a partir dos anos setenta. Para coibir o contrabando e a depredação de sítios paleontológicos, o Departamento Nacional de Produção Mineral e a Companhia de Pesquisa de Recursos Minerais (CPRM) firmaram um convênio, com o objetivo de selecionar, instituir, estudar e cadastrar as áreas de interesse paleontológico e de preservação. No âmbito desse projeto, o DNPM procedeu a nova coleta de fósseis, incorporados à sua ampla coleção paleontológica. Para o acervo de fósseis de peixes, especificamente, elaborou-se uma "chave sistemática", catalogando-os junto à fauna associada, listados por localidades fossilíferas. Como base do projeto, utilizaram-se os mapas elaborados pelo Projeto Santana, que havia mapeado e área de ocorrência da Formação Santana para a prospecção de sulfetos metálicos.

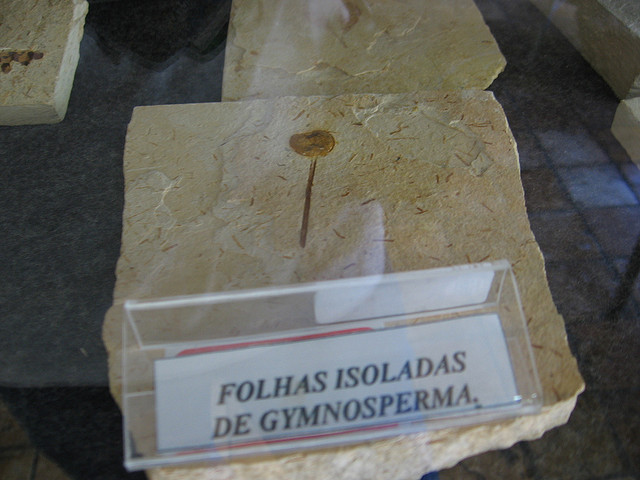
Fóssil de folha de Gymnosperma. Acervo do Centro de Pesquisas Paleontológicas da Chapada do Araripe.

Por fim, visando conscientizar as comunidades da Chapada do Araripe sobre a importância do patrimônio científico local, tornando-a menos propensa a aceitar o contrabando de fósseis, divulgar o conhecimento sobre a história da vida na Terra e garantir a permanência dos fósseis nos municípios de origem, incentivando dessa forma o desenvolvimento científico regional, o Departamento Nacional de Produção Mineral decidiu estabelecer instituições voltadas à pesquisa, difusão e guarda das peças coletadas in loco. O projeto ficou a cargo do paleontólogo Diógenes de Almeida Campos, que buscou envolver as populações no processo de criação. Foram fundadas duas instituições: o Museu de Paleontologia, na cidade de Santana do Cariri, mantido em convênio com a Universidade Regional do Cariri (URCA), e o Centro de Pesquisas Paleontológicas da Chapada do Araripe (CPCA), na cidade de Crato, administrado diretamente pelo Departamento Nacional de Produção Mineral, com status de escritório regional da autarquia federal. Desde a fundação, o Centro de Pesquisas Paleontológicas encontra-se sediado em um pequeno edifício tombado pelo poder executivo municipal, no centro de Crato, junto à Praça da Sé.
Na condição de escritório regional do DNPM, o Centro de Pesquisas Paleontológicas tem atribuições mais abrangentes do que as atividades geralmente associadas a museus congêneres. É de sua competência, por exemplo, a fiscalização das atividades de pesquisa e coleta de bens paleontológicos e a proteção dos depósitos fossilíferos localizados dentro de sua área de atuação, bem como a realização de atividades relacionadas à gestão de títulos minerários e atividades burocráticas como a gestão de materiais, documentos, pessoal, infraestrutura, tecnologia da informação e serviços gerais da superintendência regional do DNPM. Entre as atividades museológicas desenvolvidas, encontra-se a identificação, catalogação, conservação, estudo e exposição permanente do acervo. No âmbito educativo, o Centro de Pesquisas Paleontológicas realiza palestras nas escolas da região e mantém à disposição do público uma biblioteca especializada em paleontologia, geologia, sedimentologia e tópicos afins, com serviço de empréstimo de exemplares. Em 2004, o CPCA emprestou peças de sua coleção para a exposição Ciências da Terra, Ciências da Vida – Chapada do Araripe, realizada pelo Museu de Arte Brasileira da Fundação Armando Álvares Penteado, em São Paulo.
A infraestrutura da instituição é, entretanto, considerada inadequada para o tratamento condigno do acervo. Embora 80% da coleção já esteja identificada e catalogada, apenas 5% das peças se encontram em exposição permanente, em função da exiguidade do espaço. A ausência de pessoal qualificado também impede o CPCA de desenvolver pesquisas científicas de forma sistemática e o número reduzido de colaboradores é um empecilho para o cumprimento de suas atribuições. Em 2009, por exemplo, a instituição contava com apenas dois técnicos para fiscalizar uma área de 12.000 km2.

## Acervo
O Centro de Pesquisas Paleontológicas da Chapada do Araripe mantém um acervo de aproximadamente 4.000 peças (5% das quais em exposição permanente), todas provenientes da bacia sedimentar da Chapada do Araripe, sobretudo da Formação Santana. A maior parte do acervo provém de coletas nos sítios paleontológicos da região, mas há também peças apreendidas de contrabandistas. É uma de apenas quatro coleções do gênero existentes na região do Cariri.
A coleção inclui exemplares diversificados da biota fóssil regional, datados do período Cretáceo Inferior (Aptiano-Albiano), preservados em módulos calcários e em calcário laminado. Destaca-se sobretudo a rica coleção de peixes, havendo também exemplares de vegetais, répteis, copépodes, carófitas, ostracodes, insetos, pólens, etc. As peças estão em bom estado de preservação, chegando a conservar, em alguns casos, fragmentos de tecidos moles de alguns animais.